# آي باد ميني 4
آي باد ميني 4 (بالإنجليزية: iPad mini 4)‏ هو حاسوب لوحي صمم وطور وسوق من قبل شركة أبل، وقد أعلن عنه في 9 سبتمبر 2015، حيث يعتبر الجهاز هو الجيل الرابع من أجهزة آي باد ميني.

## نظام التشغيل
الجهاز يعمل بنظام iOS 9، ومتوافق مع iOS 9.1.